# Peroxirredoxina
Las peroxirredoxinas (Prxs, EC 1.11.1.15) son una ubicua familia de enzimas antioxidantes que controlan los niveles de peróxido inducido por citoquinas, y en consecuencia, median en la transducción de señales en células de mamíferos.

## Clasificación
Las peroxirredoxinas pueden ser reguladas por cambios en la fosforilación, redox y posibles estados de oligomerización.
Se dividen en tres clases:
1. 2-Cys Prxs típica
2. 2-Cys Prxs atípica
3. 1-Cys Prxs.

Estas enzimas comparten el mismo mecanismo catalítico, en el que un sitio cisteína activa por redox (cisteína peroxidática), en el sitio activo es oxidada a ácido sulfénico por el peróxido sustrato. El reciclaje del ácido sulfénico de nuevo a un tiol es lo que diferencia a estas tres clases de enzimas, las 2-Cys peroxirredoxinas se reducen por tioles como el glutatión, mientras que las enzimas 1-Cys son reducidas por el ácido ascórbico.

## Mecanismo
Utilizando estructuras cristalinas, se ha podido detallar el ciclo catalítico típico para enzimas 2-Cys Prxs, incluyendo un modelo para el estado oligomérico propuesto regulado por redox, para el control de la actividad enzimática. La inactivación de estas enzimas por sobreoxidación del tiol activo a ácido sulfinico puede ser revertido por sulfirredoxina.
La alquil hidroperóxido reductasa (AhpC) es una enzima bacteriana responsable de la reducción de hiperóxidos orgánicos directamente a su forma reducida de ditiol. El antioxidante específico de tiol (TSA) es un importante antioxidante que fisiológicamente constituye una defensa enzimática contra los radicales que contienen azufre. Esta familia contiene AhpC y la TSA, así como proteínas relacionadas.

## Alérgenos
Algunas de las proteínas de esta familia son los alérgenos. Las alergias son reacciones de hipersensibilidad del sistema inmunitario a determinadas sustancias llamadas alérgenos (como el polen, las picaduras, ciertos medicamentos o alimentos) que, en la mayoría de la gente, no presentan síntomas. Un sistema de nomenclatura se ha establecido para los antígenos (alérgenos) que causan alergias atópicas mediadas por IgE en seres humanos. Este sistema de nomenclatura se define por una designación que se compone de las tres primeras letras del género, un espacio, la primera letra del nombre de la especie; un espacio y un número árabe. En el caso de que dos especies tengan los mismos nombres de las denominaciones, se discrimina una de otra mediante la adición de una o más letras (de ser necesario) a cada una de las especies.

## Importancia biológica
La importancia fisiológica de peroxirredoxinas se ver reflejada por su abundancia relativa (una de las proteínas más abundante en los eritrocitos después de la hemoglobina es la peroxirredoxina 1), así como en estudios de ratones knockout. Los ratones que carecen de peroxirredoxina 1 o 2 desarrollan anemia hemolítica severa, y están predispuestos a ciertos tipos de cáncer hematopoiéticos. Los ratones knockout para peroxirredoxina 1 tienen una reducción del 15% de su expectativa de vida. Ratones knockout para peroxirredoxina 6 son viables y no muestran una patología obvia, pero son más sensibles a determinadas fuentes exógenas de estrés oxidativo, como hiperóxido. Ratones knockout para peroxirredoxina 3 (de la matriz mitocondrial) son viables y no presentan ninguna patología observable.
Las peroxirredoxinas 2-Cys de plantas son post-translacionalmente dirigidos a los cloroplastos, donde se encargan de la protección de la membrana fotosintética contra el daño fotooxidativo. La expresión de estos genes depende de señales fotosintéticas de los cloroplastos hacia el núcleo, tales como la disponibilidad del aceptor en el fotosistema I y ABA.